# Проспект Гурова (Донецьк)
Проспект Гурова — одна з вулиць Донецька. Розташований між вулицею Рози Люксембург та вулицею 50-річчя СРСР.

## Історія
Вулиця названа на честь генерал-лейтенанта, одиного з керівників визволення Донбасу від німецької окупації у часи Другої Світової війни Кузьми Гурова.

## Опис
Проспект Гурова розташований у Ворошиловському районі. Він простянгувся з заходу на схід від вулиці Рози Люксембург та трошики далі вулиці 50-річчя СРСР. Довжина вулиці становить близько півтора кілометра.